# Phêrô Lee Ki-heon
Peter Lee Ki-heon (sinh 1947) là một Giám mục người Triều Tiên của Giáo hội Công giáo Rôma. Ông hiện đang đảm nhiệm vị trí Giám mục chính tòa Giáo phận Uijeongbu, thuộc Hàn Quốc, từ năm 2010. Trước đó, ông cũng là Giám mục Đại diện của Giáo hội Công giáo tại Quân đội Hàn Quốc [1999 - 2010].

## Tiểu sử
Giám mục Peter Lee Ki-heon sinh ngày 31 tháng 12 năm 1947, tại Bình Nhưỡng, thuộc đất nước Triều Tiên. Sau quá trình tu học dài hạn tại các cơ sở chủng viện, theo quy định từ phía Giáo luật, ngày 8 tháng 12 năm 1975, Phó tế Lee, 28 tuổi, tiến đến việc được truyền chức linh mục. Vị giáo sĩ cử hành nghi thức truyền chức cho linh mục Lee là Hồng y Stephen Kim Sou-hwan, Tổng giám mục Tổng giáo phận Seoul.
Sau gần 25 năm thực hiện các hoạt động mục vụ với quyền hạn và nghĩa vụ của một người linh mục, ngày 29 tháng 10 năm 1999, tin tức từ Tòa Thánh loan báo việc Giáo hoàng đã xác nhận việc tuyển chọn linh mục Peter Lee Ki-heon, 52 tuổi, gia nhập vào Giám mục đoàn Công giáo Hoàn vũ, với vị trí được bổ nhiệm là Giám mục Đại diện Giáo hội Công giáo tại Quân đội Hàn Quốc. Lễ tấn phong cho vị giám mục tân cử được tổ chức sau đó vào ngày 14 tháng 12 cùng năm, với phần nghi thức truyền chức chính yếu được cử hành cách trọng thể bởi 3 giáo sĩ cấp cao. Chủ phong cho tân giám mục là Hồng y Stephen Kim Sou-hwan, Nguyên Tổng giám mục Seoul, cũng là vị đã truyền chức linh mục cho Giám mục tân chức. Hai vị còn lại, với vai trò phụ phong, gồm có Giám mục Paul Kim Ok-kyun, Giám mục Phụ tá Tổng giáo phận Seoul và Giám mục Augustine Cheong Myong-jo, Giám mục chính tòa Giáo phận Busan. Tân giám mục chọn cho mình châm ngôn:새로운 노래를 주님께 불러라.
Sau 10 năm thực hiện các trách vụ của một giám mục tại quân ngũ, Tòa Thánh ra thông báo tuyển chọn Giám mục Peter Lee Ki-heon rời khỏi nhiệm vụ vụ, đến với nhiệm vụ mới được bổ nhiệm là Giám mục chính tòa Giáo phận Uijeongbu. Quyết định trên được Tòa Thánh cho công bố rộng rãi vào ngày 26 tháng 2 năm 2010 và Tân giám mục đã đến nhận nhiệm sở mới vào ngày 4 tháng 5 cùng năm.
Giám mục Lee cũng từng đi các chuyến viếng thăm Tòa Thánh Ad Limina, trong hai chuyến đi, lần đầu là vào tháng 12 năm 2007 và lần sau đó là vào tháng 3 năm 2015.